# غدة سكين
غُدَدُ سْكِين وتُسمى أيضًا الغدد الدِّهْليزيَّة الصَّغيرة أو الغدد المُجاورة للإحْليل، هي غُددٌ تقعُ حول النهاية السفلية للإحليل حسب التشريح البشري الأنثوي. تُحاط الغدد بنسيجٌ يمتلئ بالدم خلال الإثارة الجنسية، ويفرزُ سائلًا من الفتحات بالقرب من الإحليل، خصوصًا أثناء هزة الجماع.

## البنية والوظيفة
تقع غُدد سكين في دهليز الفرج، حول النهاية السفلية للإحليل. تخرجُ قناتان من غُدد سكين نحو الدهليز الفرجي، إلى يسار ويمين فتحة الإحليل، والتي تكون قادرةً تشريحيًا على إفراز السائل. يُوجد خلافٌ وجدلٌ مستمرٌ حول وظيفة غدد سكين، المتمثلة في إفراز سائلٍ يُساعد على تزليق فتحة الإحليل.
تُنتج غدد سكين رُشاحة مُسْتدقَّة تُشبه الحليب لبلازما الدم. قد تكون هذه الغدد مصدر القذف الأنثوي، ولكنَّ هذا لم يُثبت بعد. ينبعُ هذه الاعتقاد من أنَّ غدد سكين والبروستاتا الذكورية تتصرف بشكلٍ مشابهٍ عبر إفراز مستضدٍ بروستاتي نوعي (PSA)، وهو بروتينٌ القذف المُنتج في الذكور، إضافةً إلى إفراز فوسفاتاز حمضي بروستاتي نوعي، لذلك يُشير بعض المؤلفين والباحثين إلى غدد سكين على أنها البروستاتا الأنثوية (الاسم العلمي: female prostate). تُعد هذه الغدد نديدًا للبروستاتا الذكورية (تتطور من نفس الأنسجة الجنينية)، ولكنَّ هذا التنادد ما زال مسألةً بحثية. قد يحدثُ القذف الأنثوي بسبب نشاطٍ جنسيٍ لدى بعض النساء، خاصةً أثناء هزة الجماع. يحتوي سائل غدة سكين على تركيزٍ عالٍ من الغلوكوز والفركتوز، إضافةً إلى الفوسفاتاز الحمضي والمستضد البروستاتي النوعي.
تُفرز هذه الغدد ملليتراتٍ من السائل (أي كميةً قليلةً منه) عند تحفيزها من داخل المهبل. يعتقدُ الباحثون أن القذف الأنثوي وتدفقه (إفرازُ كمياتٍ كبيرةٍ من السائل) عمليتان مُختلفتان، وقد تحدثان معًا أثناء هزة الجماع. حيث أنَّ التدفق (بالإنجليزية: Squirt)‏ وحده هو إخراجٌ مفاجئٌ للسائل الذي يأتي جزئيًا على الأقل من المثانة ويحتوي على البول، في حين أن سائل القذف يحتوي سائلًا شفافًا مائلًا للبياض يبدو أنه يأتي من غدة سكين.

## الأهمية السريرية

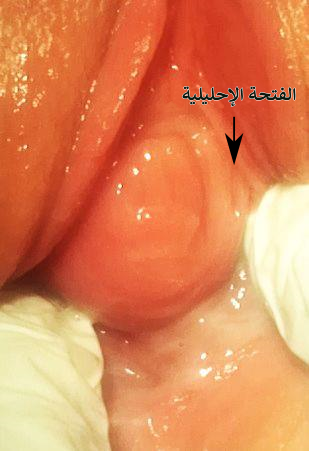
كيسة قناة سكين، تضغط الفتحة الإحليلية نحو الجانب الأيمن في الصورة

قد تحدث بعض الاضطرابات في غدد سكين، والتي تتضمن:
- العدوى، وتُسمى الْتهاب غُدَدِ سكين أو المتلازمة الإحليلية أو التهاب البروستاتة الأنثوية.[11]
- كيسة قناة سكين، حيث تُحاط بنسيجٍ طلائيٍ حرشفيٍ طبقي، وتحدث هذه الكيسة بسبب انسداد غدد سكين. تقع إلى الجانب الوحشي من الصماخ البولي، ويُستعمل التصوير بالرنين المغناطيسي لتشخيص الحالة.[12] تُعالج بالاستئصال الجراحي أو التَوخيف.
- داء المشعرات، حيث تُعد غدد سكين (إضافةً لهياكل أُخرى) مستودعًا للمشعرة المهبلية، لذلك تكون العلاجات الموضعية غيرُ فعالةٍ مقارنةً بالأدوية الفموية.[13]

## التاريخ
وُصفت الغدد للمرة الأولى في عام 1672 ميلاديًا بواسطة الطبيب الهولندي رينييه دي فراف، كما وُصفها الجراح الفرنسي ألفونس غيران (1816–1895)، إلا أنها سُميت نسبةً إلى طبيب أمراض النساء الإسكتلندي ألكسندر سكين [الإنجليزية]، والذي كتب عنها في المؤلفات الطبية الغربية عام 1880 ميلاديًا. أُضيف مصطلحُ "female prostate" (بالعربية: البروستاتا الأنثوية) ليكون مصطلحًا ثانٍ بعد مصطلح "paraurethral gland" (بالعربية: الغدد المُجاورة للإحْليل) في ترمينولوجيا هستولوجيكا عام 2002 ميلاديًا بواسطة اللجنة الفيدرالية الدولية للمصطلحات التشريحية [الإنجليزية]. تُشير ملاحظات طبعة عام 2008 ميلاديًا، أنَّ المصطلح أُضيف بسبب بسبب الأهمية الشكلية والمناعية للهيكل التشريحي.

## الهوامش
- «1»: غُدَدُ سْكِين[ar 1][ar 2] (بالإنجليزية: Skene's gland)‏ وتُسمى أيضًا الغدد الدِّهْليزيَّة الصَّغيرة[ar 1] (بالإنجليزية: lesser vestibular glands)‏ أو الغدد المُجاورة للإحْليل[ar 1] (بالإنجليزية: paraurethral glands)‏

### باللغة الإنجليزية
1. ↑  نموذج تأسيسي في التشريح، QID:Q1406710
2. 1 2 3  Rodriguez FD, Camacho A, Bordes SJ, Gardner B, Levin RJ, Tubbs RS (2020). "Female ejaculation: An update on anatomy, history, and controversies". Clinical Anatomy. ج. 34 ع. 1: 103–107. DOI:10.1002/ca.23654. PMID:32681804. S2CID:220634920. مؤرشف من الأصل في 2021-11-22.{{استشهاد بدورية محكمة}}:  صيانة الاستشهاد: أسماء متعددة: قائمة المؤلفين (link)
3. 1 2 3 4 5 6 7  Pastor Z, Chmel R (2017). "Differential diagnostics of female "sexual" fluids: a narrative review". International Urogynecology Journal. ج. 29 ع. 5: 621–629. DOI:10.1007/s00192-017-3527-9. PMID:29285596. S2CID:5045626. مؤرشف من الأصل في 2023-01-08.
4. 1 2 3  Greenberg، Jerrold S.؛ Bruess، Clint E.؛ Oswalt، Sara B. (2014). Exploring the Dimensions of Human Sexuality. Jones & Bartlett Publishers. ص. 102–104. ISBN:978-1449648510. مؤرشف من الأصل في 2021-10-27.
5. 1 2  Bullough، Vern L.؛ Bullough، Bonnie (2014). Human Sexuality: An Encyclopedia. روتليدج (دار نشر). ص. 231. ISBN:978-1135825096. مؤرشف من الأصل في 2021-12-07.
6. ↑  Arulkumaran، Sabaratnam؛ Ledger، William؛ Doumouchtsis، Stergios؛ Denny، Lynette (ديسمبر 2019). Oxford Textbook of Obstetrics and Gynaecology. ISBN:9780198766360. مؤرشف من الأصل في 2021-07-05.
7. ↑  Toivanen R, Shen MM (2017). "Prostate organogenesis: tissue induction, hormonal regulation and cell type specification". Development. ج. 144 ع. 8: 1382–1398. DOI:10.1242/dev.148270. PMC:5399670. PMID:28400434.
8. ↑  Castleman، Michael (2 يناير 2014). "Female ejaculation: What's known and unknown". سايكولوجي توداي  [لغات أخرى]‏. اطلع عليه بتاريخ 2017-05-08.{{استشهاد ويب}}:  صيانة الاستشهاد: علامات ترقيم زائدة (link)
9. ↑  Heath D (1984). "An investigation into the origins of a copious vaginal discharge during intercourse: "Enough to wet the bed" – that "is not urine"". The Journal of Sex Research. ج. 20 ع. 2: 194–215. DOI:10.1080/00224498409551217.
10. ↑  Salama، Samuel؛ Boitrelle، Florence؛ Gauquelin، Amélie؛ Malagrida، Lydia؛ Thiounn، Nicolas؛ Desvaux، Pierre (2015). "Nature and origin of "squirting" in female sexuality". The Journal of Sexual Medicine. ج. 12 ع. 3: 661–666. DOI:10.1111/jsm.12799. ISSN:1743-6095. PMID:25545022.
11. ↑  Gittes RF, Nakamura RM (1996). "Female urethral syndrome. A female prostatitis?". West J Med. ج. 164 ع. 5: 435–8. PMC:1303542. PMID:8686301.
12. ↑  Itani M, Kielar A, Menias CO, Dighe MK, Surabhi V, Prasad SR؛ وآخرون (2016). "MRI of female urethra and periurethral pathologies". Int Urogynecol J. ج. 27 ع. 2: 195–204. DOI:10.1007/s00192-015-2790-x. PMID:26209954. S2CID:26054797. مؤرشف من الأصل في 2021-03-09.{{استشهاد بدورية محكمة}}:  صيانة الاستشهاد: أسماء متعددة: قائمة المؤلفين (link)
13. ↑  Kissinger P (2015). "Trichomonas vaginalis: a review of epidemiologic, clinical and treatment issues". BMC Infect Dis. ج. 15: 307. DOI:10.1186/s12879-015-1055-0. PMC:4525749. PMID:26242185.{{استشهاد بدورية محكمة}}:  صيانة الاستشهاد: دوي مجاني غير معلم (link)
14. ↑  de Graaf, Regnier (1672). De Mulierum Organis Generationi Inservientibus (باللاتينية). Leiden.
15. ↑  Skene، A (أبريل 1880). "The anatomy and pathology of two important glands of the female urethra". The American Journal of Obstetrics and Diseases of Women and Children. ج. 13: 265–70. مؤرشف من الأصل في 2022-04-07.
16. ↑  Skene's glands على قاموس من سمى هذا؟
17. ↑  Skene's ducts على قاموس من سمى هذا؟
18. ↑  Hornstein، Theresa؛ Schwerin، Jeri Lynn (2013). Biology of women. Clifton Park, NY: Delmar, Cengage Learning. ص. 61. ISBN:978-1-285-40102-7. OCLC:911037670. مؤرشف من الأصل في 2022-01-04.
19. ↑  Terminologia Histologica: International Terms for Human Cytology and Histology. Lippincott Williams & Wilkins. 2008. ص. 65. ISBN:978-0781766104. مؤرشف من الأصل في 2021-07-01.

### باللغة العربيَّة
1. 1 2 3  محمد هيثم الخياط (2006). المعجم الطبي الموحد: إنكليزي - عربي (بالعربية والإنجليزية) (ط. 4). بيروت: مكتبة لبنان ناشرون، منظمة الصحة العالمية. ص. 835:37. ISBN:978-9953-33-726-5. OCLC:192108789. QID:Q12193380.
2. ↑  يوسف حتي؛ أحمد شفيق الخطيب (2011). قاموس حتي الطبي الجديد: طبعة جديدة وموسعة ومعززة بالرسوم إنكليزي - عربي مع ملحقات ومسرد عربي - إنكليزي (بالعربية والإنجليزية) (ط. الأولى). بيروت: مكتبة لبنان ناشرون. ص. 814. ISBN:978-9953-86-883-7. OCLC:868913367. QID:Q112962638.